# Racomitrium cucullatifolium
Racomitrium cucullatifolium là một loài Rêu trong họ Grimmiaceae. Loài này được Hampe mô tả khoa học đầu tiên năm 1863.